# Capella de Reyes Nuevos de la catedral de Toledo
La Capella de Reyes Nuevos de la catedral de Toledo és la segona capella sepulcral que van construir els reis de Castella a la catedral de Toledo. En va encarregar la construcció Enric II, primer rei de la casa de Trastàmara. Havia de ser el panteó familiar de la seva nova dinastia, a través d'una fundació nomenada en el seu testament datat a Burgos del dia 29 de maig de 1374. Enric II va cercar el marc legitimador que oferia la catedral toledana en allotjar l'antiga capella de Reyes Viejos, on estaven enterrats els reis Sanç IV de Castella i Alfons XI de Castella; aquest últim li donava un suport legitimador. Originalment, es va realitzar a la nau de l'Evangeli, als peus del temple, i cent cinquanta anys més tard va ser traslladada a la capçalera de la catedral, on està ubicada en l'actualitat.
A la capella, es troben enterrats: a la dreta, Enric II de Castella i la seva esposa Joana Manuel —filla de l'infant Joan Manuel de Castella—, a l'esquerra hi ha els d'Enric III de Castella i Caterina de Lancaster. Al presbiteri, a l'esquerra i al costat del retaule, es troba el sarcòfag de Joan I de Castella i a la dreta el de la seva esposa Elionor d'Aragó i de Sicília.
Les capelles funeràries eren fundades i dotades, principalment per aconseguir-ne un mitjà per obtenir el perdó dels seus pecats i la vida eterna; així es disposava, normalment mitjançant també un testament, la fundació de capellanies que, després de la defunció del mecenes, s'encarregaven de pregar per la seva ànima.
| « | «…perquè segons diuen els Sants Pares, una de les coses que l'home pot fer, perquè més guanyi el Regne de Déu, és fer almoina, especialment per les ànimes del seu pare i mare, i a remembrança de tots els altres del seu llinatge, que sobre la terra els van deixar, quant més el que es fa en sacrificis, i coses molt excel·lents al servei de Déu, i per salut i salvament de les ànimes dels faedors d'això». | » |

## Primera construcció (segle XIV)
La capella es va construir als peus de la catedral i ocupava els dos trams de la nau del costat de l'Evangeli. Era a prop de la Capella del Davallament, un lloc molt venerat i on segons la tradició la Mare de Déu havia lliurat la casulla a sant Ildefons.
Constava d'una planta rectangular d'uns deu metres d'amplada per uns quinze de llarg, mesures que inclouen els grans pilars de la nau de la catedral que quedaven adossats als murs de la capella a la banda interior, així com la capella de Doña Teresa de Haro i la del Pilar (o del Davallament) que es trobaven just contra l'altar major de la capella Reial o de Reyes Nuevos. La capella tenia dues portes: una al costat de la torre de l'església, que donava a la nau central, i l'altra d'accés al claustre; també disposava d'una sagristia que ocupava el lloc que ara correspon a la capella del Tesoro. Segons uns plànols realitzats per Vázquez de Contreras que s'han conservat, se sap que a la capella hi havia quatre altars: un dedicat a sant Jaume, un a l'Assumpció i dos més amb el tema de la imposició de la casulla a sant Ildefons.

## Capellanies i dotacions
El rei Enric II va disposar la creació de dotze capellanies perpètues, dedicades a la celebració de misses i oracions diàries per la seva ànima; cada capellà rebria 4.500 morabatins anuals. El 1382, Joan I va ampliar aquest privilegi amb un total de vint-i-cinc capellanies i amb més dotació econòmica per als capellans, sagristans i guardes; també fixà directrius per a l'elecció del capellà major de Reyes Nuevos. Enric III, seguint la norma establerta pels seus antecessors, també fundà set capellanies noves, encara que pel gran nombre de capellans amb obligació de dir missa diària no era possible de satisfer; solament se'n van afegir dues de noves, ja que amb les set noves la institució hagués augmentat en prop d'un terç més. La resta de les capellanies que es van fundar foren: dues al monestir de San Francisco de Toledo i les altres tres distribuïdes entre els monestirs de San Pablo, San Agustín i Santa María del Carmen.
El fundador i els seus descendents la dotaren de diversos objectes litúrgics com dues làmpades de plata «perquè cremessin davant l'altar», botins de guerra i peces d'orfebreria. Com a record històric es conserva en un maniquí, l'arnès de l'alferes Duarte d'Almeida que va lluitar a la batalla de Toro sota les ordres del rei de Portugal; allà va perdre els dos braços, sent fet presoner per les tropes dels Reis Catòlics el 1476.
| «                                                                              | El Rei i la Reina van manar posar l'arnès que va ser agafat d'aquell alferes a la Capella de los Reyes de Santa María de Toledo, i està allà posat fins al present dia» | » |
| — Fernando del Pulgar, Crónica de los Reyes Católicos, t. I, cap. LXIV, p. 214 | |   |

## Trasllat dels sepulcres reials
Aquesta capella va ser derrocada i el culte i els sepulcres es van traslladar durant la primera meitat del segle xvi. Eren un obstacle, ja que no permetien el pas per la nau lateral durant les processons a l'interior de la catedral, i l'arquebisbe Alfonso de Fonseca y Acevedo va demanar a l'emperador Carles I el permís corresponent per traslladar les restes reials allà enterrades.
Durant el trasllat dels sepulcres a l'actual capella de Reyes Nuevos, per petició del rei Carles I i segons consta a l'obra Chronico del Cardenal don Iuan Tauera, l'esmentat cardenal manà que el dia 28 de maig de 1534 es fes un reconeixement dels cossos reials, per deixar testimoni escrit:
| « | El reconeixement es realitzaria com indica la provisió el dia 28, entre l'una i les dues de la tarda. Els assistents, segons la crònica, van ser: Pedro de Navarra, Corregidor i Justícia major de Toledo, Diego López de Ayala, Vicari, Canonge i Obrer major, Bernardino Zapata, Cabiscol, Pedro Suárez de Guzmán, Canonge i visitador de l'Obra, Alonso de Silva, Regidor de Toledo, Antonio Álvarez Jurado, Llicenciat, Luis de Villalta i Cristóbal de Vargas, Escrivans públics. | » |

A la descripció que consta dels cadàvers, tots es van trobar «sencers» menys els cossos d'Enric III i Joan I. Després de solemnes honres religioses, el 29 de maig de 1534 els cossos van ser traslladats a la nova capella.

## Segona construcció (seglexvi)

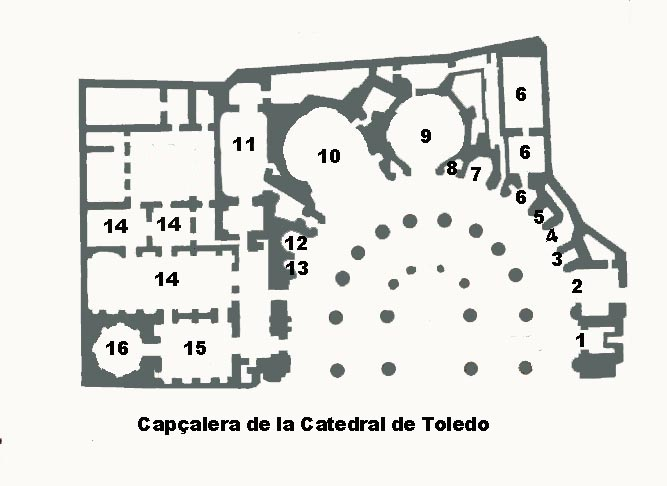

Una vegada aconseguida l'autorització per part de Carles I, es va encarregar la direcció de la nova construcció de la capella a l'arquitecte Alonso de Covarrubias, començant les obres el 1531. Quedava situada entre el costat nord de la capella de Santiago i la de santa Leocàdia, a la capçalera de l'edifici. L'entrada es va fer per l'antiga Capella de Santa Bàrbara a través d'un arc decorat amb escultures. Consta d'una nau dividida per dos arcs ogivals amb un vestíbul d'entrada, dos trams, i un absis poligonal. La nau té una volta de creueria gòtica, però l'ornamentació i els sepulcres són d'estil renaixentista i plateresc.
A la primera part, després de la porta d'entrada, hi ha tres altars; entre columnes d'ordre corinti es van col·locar tres pintures de Mariano Salvador Maella, que representen La nativitat, L'adoració dels Mags i La flagel·lació. El segon tram està dividit per una reixa realitzada per Domingo de Céspedes; al costat dels seus murs hi ha el senzill cadirat del cor. Els murs de sobre aquest cadirat, entre pilastres, presenten uns arcosolis amb abundants adornaments platerescs i on hi ha els sepulcres dels reis. Al tercer i últim tram es troben la resta de sepulcres i l'altar major, on hi havia un retaule realitzat per Francisco Comontes el 1534, segons els plànols de Juan de Borgoña. Aquest retaule va ser substituït el 1805 per un altre dissenyat per Mateo Medina, que en el seu espai central té una gran pintura de Mariano Maella amb el tema de la imposició de la casulla a sant Ildefons, segons ordres del cardenal Francisco Antonio de Lorenzana. El coronament del retaule es va efectuar amb un escut reial sostingut per dos putti, obra realitzada per l'escultor valencià Alonso Vergaz. A ambdós costats del retaule de sant Pere i sant Pau existeixen unes escultures que se suposa que foren esculpides pel mateix escultor. El retaule va ser donat per Carles IV, fet que va quedar inscrit en les columnes del retaule on es llegeix: «Carolo et Aloaisa regnate et faventge anno 1805». Pertanyen a la capella dos orgues datats el 1654 i el 1721. Al presbiteri es troba l'accés a la sagristia i a la sala capitular dels capellans reials.

## Sepulcres
Es troben en aquesta capella els sepulcres d'una gran part de la dinastia Trastàmara. Les figures jacents són les que hi havia a l'antiga capella; el daurat dels sepulcres va ser incorporat per desig de Carles I i realitzat per Pedro López de Texeda el 1534, pel qual va cobrar la quantitat de 12.000 morabatins. En aquest trasllat, també van ser esculpides les escultures orants de Joan I de Castella i la seva esposa Elionor d'Aragó i de Sicília, a causa del trencament que es produí durant el trasllat de les anteriors figures jacents. A cada monument es van transcriure les còpies de les inscripcions dels epitafis i es va decidir posar també una figura representant el rei Joan II, pel fet d'haver concedit aquest monarca privilegis reials a la capella, tot i que el seu cos descansa al monestir de Miraflores.

### Sepulcre del rei Enric II de Castella
A la dreta o costat de l'Epístola i sobre el cadirat del cor de la capella, es troba el sepulcre del rei Enric II de Castella mort el 1379; està dins d'un arcosoli d'estil plateresc. Sobre el sarcòfag es troba l'escultura jacent del rei realitzada en alabastre policromat de dos metres de longitud. A la mà dreta sosté el ceptre reial i, a l'esquerra, l'espasa; porta vestidures de cerimònia amb una túnica i el mantell decorats i una corona daurada al cap, que reposa sobre tres coixins, realitzats amb tot el detall d'adornaments i cordons; els peus descansen sobre la figura d'un lleó. A la part de la capçalera del sarcòfag es troba una inscripció que es creu que pertany a l'autor: «maestro Luys, entallador». Entre els ornaments figuren escuts de Castella i Lleó i sobre el sarcòfag, al fons de l'arc, es troben dos putti que sostenen una cartel·la amb la inscripció:
AQUI YAZE EL MUI AVENTURADO E NOBLE

CAVALLERO REI DON ENRRIQUE DE DULCE

MEMORIA, HIJO DEL MUI NOBLE REI DEN

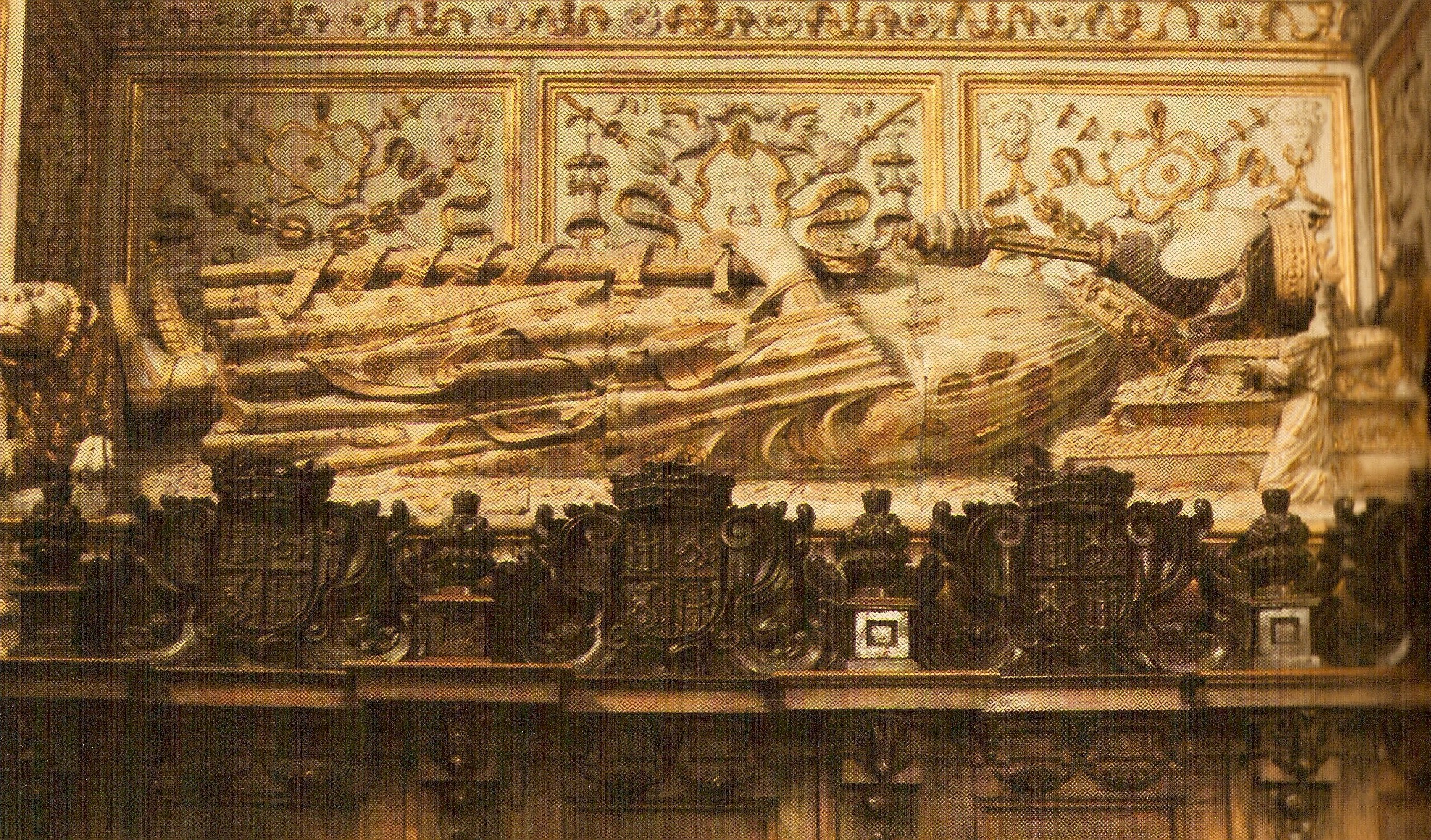
Sepulcre del rei Enric II de Castella

ALFONSO, QUE VENCIO LA DE BENAMARIN E 

FINO EN SANTO DOMINGO DE LA CALÇADA

E ACABO MUI GLORIOSAMENTE A XXX DIAS 

DE MAYO, AÑO DEL NACIMIENTO DE

NUESTRO SALVADOR JESUCRISTO DE

MCCCLXXIX. AÑOS.

### Sepulcre de la reina Joana Manuel

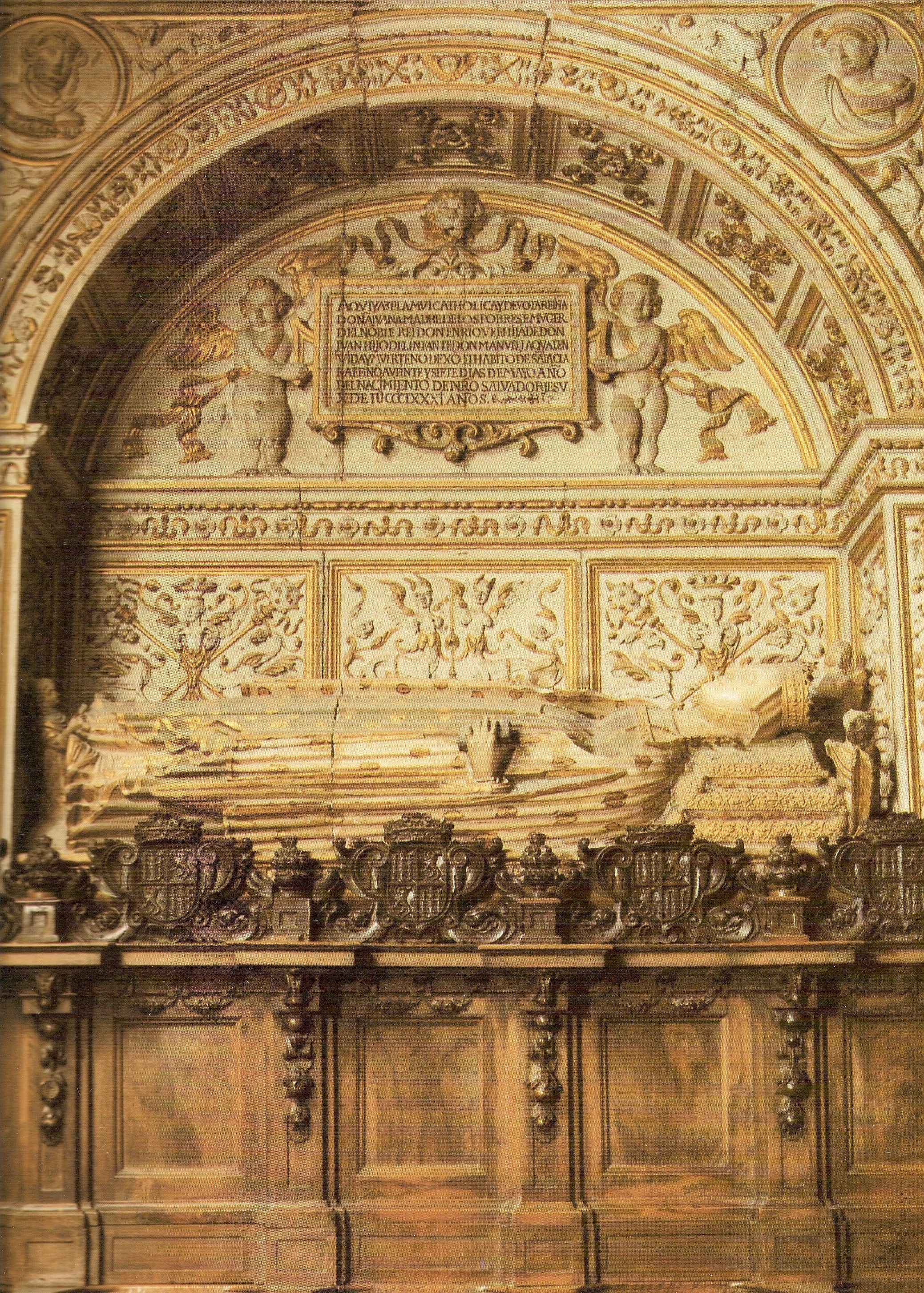
Joana Manuel, esposa d'Enric II

El sepulcre de la reina Joana Manuel presenta una figura jacent una mica més gran que la del seu marit, amb una mida de 220 centímetres. En el seu rostre s'hi endevina una persona d'edat madura que esbossa un somriure i, pels seus trets, sembla que es tracta d'un autèntic retrat. Està adornada amb un collaret de perles que, després de donar-li una volta al coll, continua per damunt del seu cos fins a la cintura; a la mà esquerra se li aprecien tres anells i sosté un llibre d'oracions. Les seves vestidures estan realitzades imitant adorns de pedreria i brodats de flors de lis veient-s'hi la gran influència francesa dels vestits del segle xiv ajustats al pit i amb vol a la cintura. L'epitafi de la reina mostra la següent inscripció:
AQUI YACE LA MUY CATOLICA E DEVOTA REINA DOÑA

JUANA, MADRE DE LOS POBRES E MUGER DEL NOBLE REY DON

ENRIQUE, HIJA DE DON JUAN, HIJO DEL INFANTE DON MANUEL; 

LA CUAL EN VIDA Y MUERTE NO DEJÓ EL HÁBITO DE SANTA

CLARA: E FINÓ A VEINTE Y SIETE DIAS DE MAYO AÑO DEL

NACIMIENTO DE NUESTRO SALVADOR JESUCRISTO DE MIL

TRESCIENTOS OCHENTA Y UN AÑOS.

### Sepulcre del rei Joan I de Castella

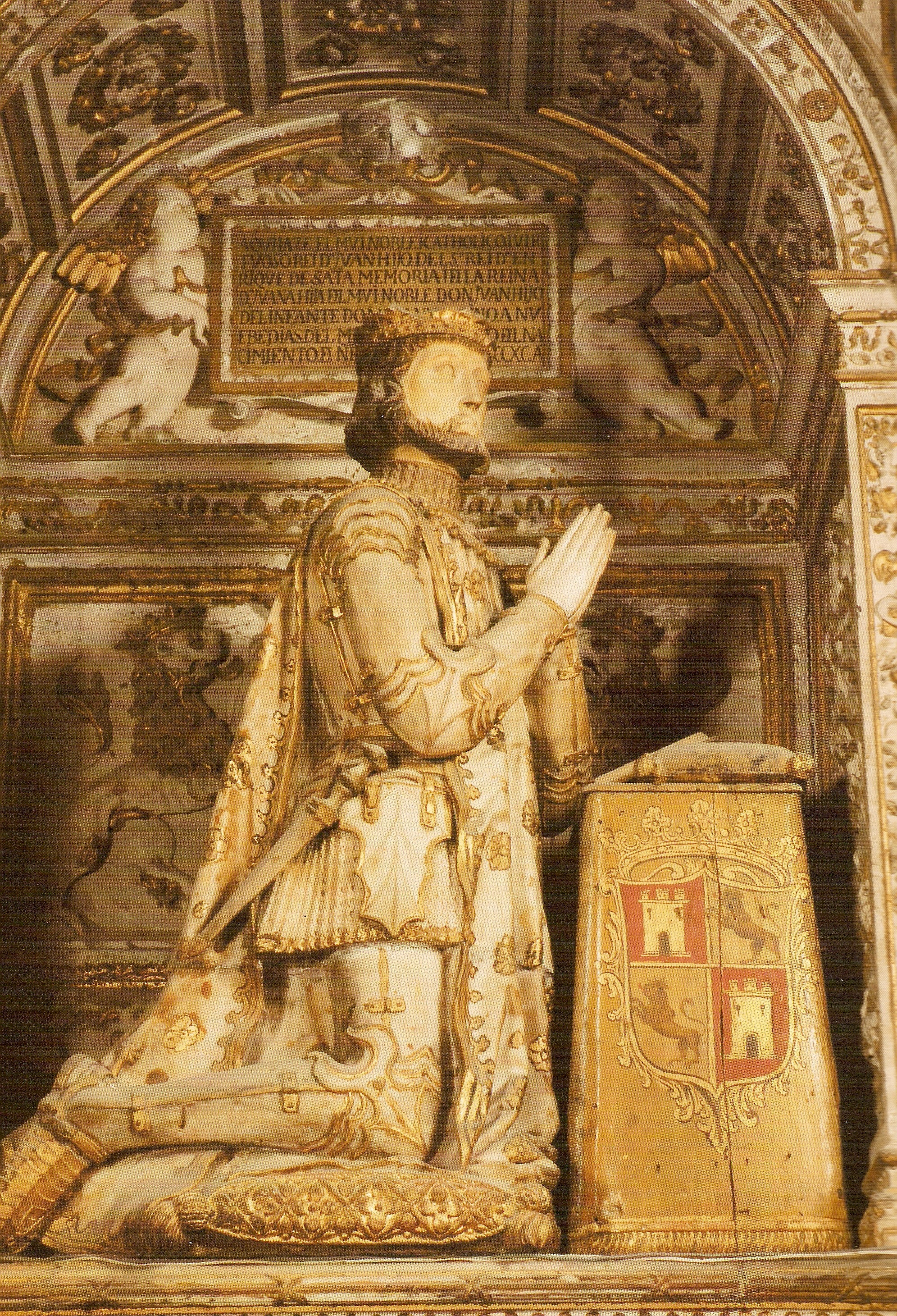
Joan I de Castella

Davant d'aquest sepulcre, a l'esquerra o costat de l'Evangeli, es troba el sepulcre del seu fill, el rei Joan I de Castella, mort a Alcalá de Henares el 1390. L'arquitectura de l'arcosoli és també d'estil plateresc i policromada com les anteriors, però el monarca està representat de genolls, en actitud orant, amb vestimentes, corona reial i va armat. Sobre el reclinatori en què es recolza, cobert amb un mantell amb l'escut de Castella i Lleó, hi ha un llibre d'oracions obert. Dins de l'arc també hi ha una inscripció:
AQUI YAZE EL MUI NOBLE I CATHOLICO Y

VIRTUOSO REI DON JUAN, HIJO DEL SEÑOR REI

DON ENRIQUE DE SANTA MEMORIA I DE LA

REINA DOÑA JUANA, HIJA DEL MUI NOBLE

DON JUAN, HIJO DEL INFANTE DON MANUEL 

FINO A NUEVE DIAS DEL MES DE OCTUBRE 

AÑO DEL NACIMIENTO DE NUESTRO SEÑOR

JESU CHRISTO DE MCCCXC AÑOS.

### Sepulcre de la reina Elionor d'Aragó

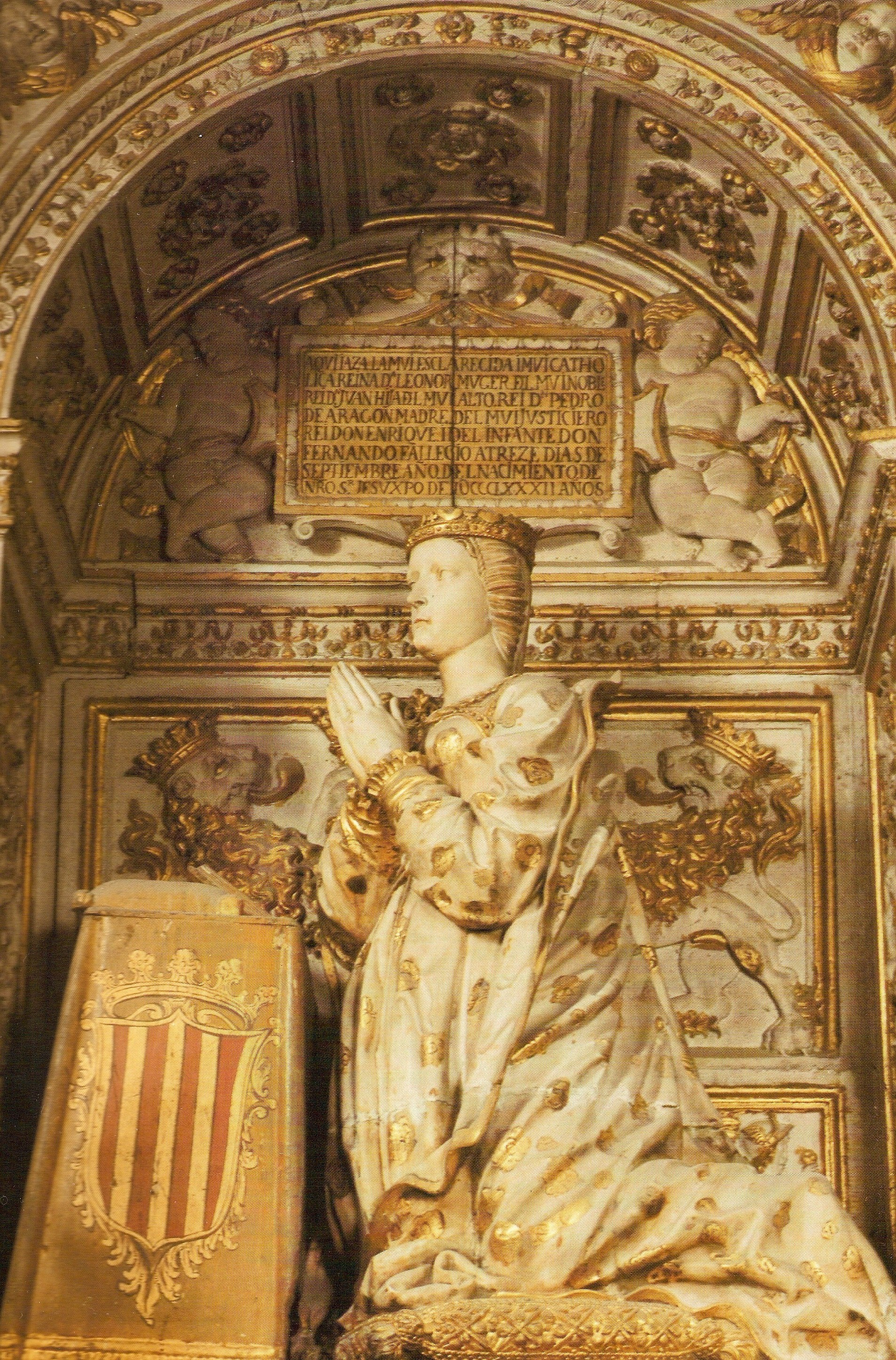
Elionor d'Aragó esposa de Joan I de Castella

L'arcosoli de la tomba de l'esposa de Joan I, la reina Elionor d'Aragó i de Sicília, morta el 1382, està situada davant de la de Joan I; està sobre la porta de la sagristia i al costat de l'Epístola. A l'escultura, la reina també està orant, amb les mans juntes en actitud d'oració; sobre el mantell que cobreix el reclinatori hi ha l'escut del regne d'Aragó. Les figures d'uns putti sostenen el seu epitafi:
AQUÍ IAZE LA MUI ESCLARECIDA I MUI 

CATHOLICA REINA DOÑA LEONAR, MUGER 

DEL MUI NOBLE REI DON JUAN, HIJA DEL MUI 

ALTO REI DON PEDRO DE ARAGON, MADRE

DEL MUI JUSTICIERO REY DON ENRRIQUE I DEL 

INFANTE DON ERNANDO: FALLECIO A TREZE

DIAS DE SEPTIEMBRE AÑO DEL NACIMIENTO

DE NUESTRO SEÑOR JESU CHRISTO DE

MCCCLXXXII AÑOS.

### Sepulcre del rei Enric III de Castella

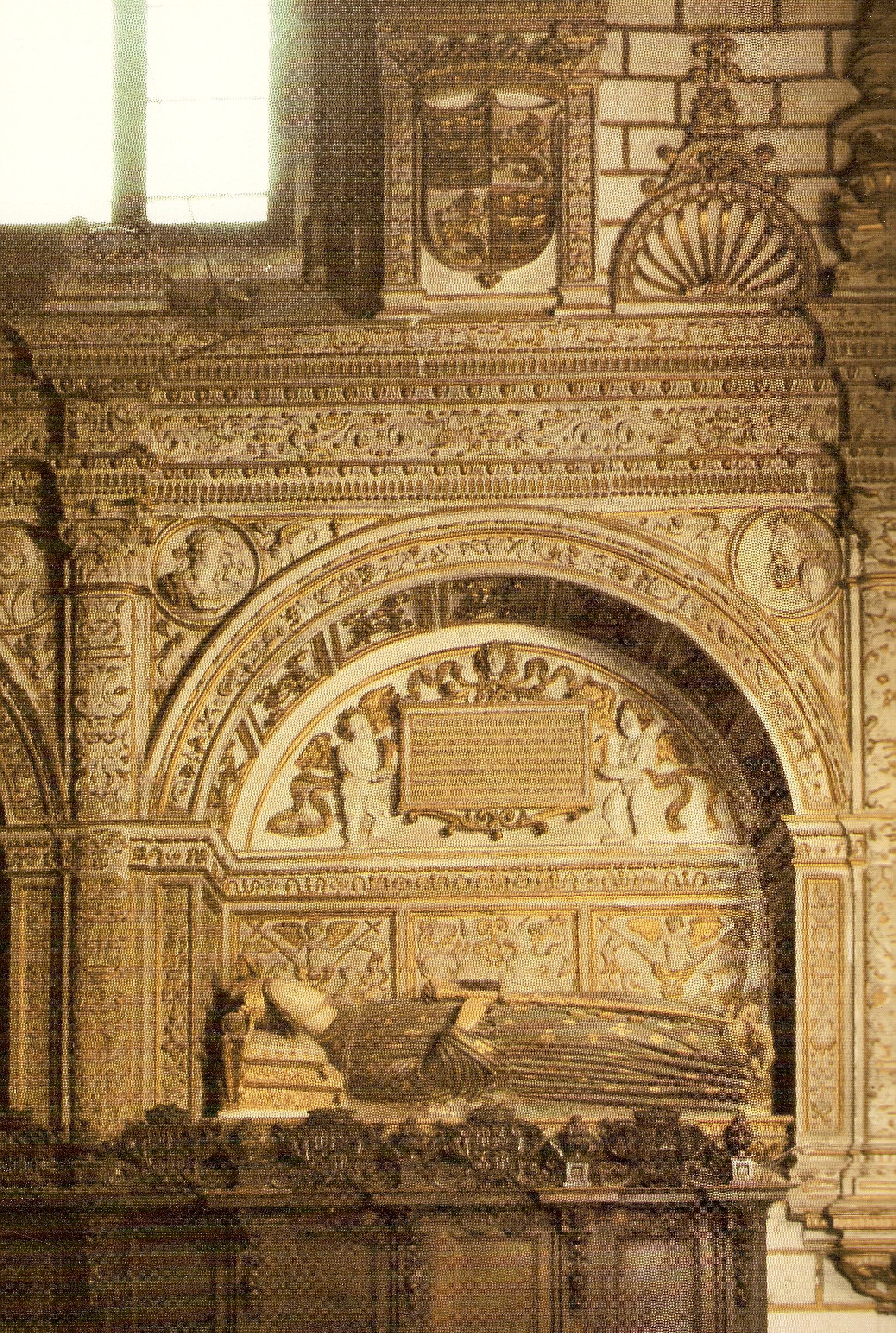
Enric III de Castella

El rei Enric III de Castella està enterrat en un arcosoli al costat de l'Evangeli, i és semblant al del seu avi Enric II. L'escultura jacent mesura 213 centímetres i va ser vestida amb l'hàbit franciscà, tot i que a les seves mans sosté una espasa. El seu cap, que reposa en tres coixins, presenta també la corona reial que està sostinguda per dos petits àngels. A diferència de les altres figures, aquest monarca apareix descalç, i reposa els seus peus al costat de dos àngels agenollats. A la inscripció sostinguda per dos putti es llegeix:
AQVI IACE EL MVI TEMIDO I JVSTICIERO REI

DON ENRIQVE DE DVLCE MEMORIA QVE DIOS 

DE SANTO PARAISO HIJO DEL CATHOLlCO REI

DON JVAN NIETO DEL NOBLE CAVALLERO 

DON ENRIQVE EN 16 AÑOS QVE REINO FVE 

CASTILLA TEMIDA I HONRRADA NACIO EN 

BVRGOS DIA DE SAN FRANCISCO Y MVRIO

DIA DE NABIDAD EN TOLEDO IENDO A LA 

GVERRA DE LOS MOROS CON LOS NOBLES 

DEL REINO FINO ANO DEL SENOR DE 1407.

### Sepulcre de la reina Caterina de Lancaster
Caterina de Lancaster, l'esposa d'Enric III de Castella, va ser traslladada des de Valladolid, on va morir el 1418, per ser enterrada al costat del seu espòs. El monument és molt similar al del seu marit: la figura jacent mesura 213 centímetres i representa una dona madura amb una corona reial. L'escultura és d'alabastre policromat, està coberta amb una túnica i un mantell decorat; a les mans, que estan col·locades sobre el pit, té un llibre d'oració. La cartel·la presenta la següent inscripció:
AQVI YACE LA MVI CATHOLICA Y

ESCLARECIDA SEÑORA REINA DOÑA

CATALINA DE CASTILLA E LEON MVGER DEL

MVI TEMIDO REI DON ENRIQVE MADRE DEL

MVI PODEROSO REI DON JVAN TVTORA E 

REGIDORA DE SVS REINOS HIJA DEL MVI 

NOBLE PRINCIPE DON JVAN PRIMOGENITO

DEL REINO DE INGLATERRA DVQVE DE 

GVILANA E ALENCASTRE E DE LA INFANTA

DONA CONTANCA PRIMOGENITA I 

HEREDERA DE LOS REINOS DE CASTILLA

DVQVESA DE ALENCASTRE NIETA DE LOS 

JVSTICIEROS REYES DEL REI ADVARTE E 

YNGLATERRA E DEL REI DON PEDRO DE 

CASTILLA POR LA QVAL ES PAZ Y 

CONCORDIA PREVISTA PARA SIENPRE ESTA 

SEÑORA FINO EN BALLADOLID A 2 DIAS DE 

JVNIO DE 1418 AÑOS FVE TRASLA DADA

AQVI DOMINGO 10 DIAS DE DICIEMBRE

AÑO DE 1419.

### Estàtua orant del rei Joan II de Castella
A prop dels sarcòfags de la parella Joana Manuel i Enric II de Castella, hi ha una estàtua orant de Joan II de Castella, obra de l'escultor Juan de Borgoña, encara que el seu cos no està enterrat aquí sinó al monestir de Miraflores de Burgos, com diu la inscripció que hi ha als peus de l'escultura:
ESTE BULTO ES DEL MUI VIRTUOSO SEÑOR REY DON JUAN

DE ESCLARECIDA MEMORIA QUE FIZO, E DOTÓ

EL MONASTERIO DE MIRAFLORES DE BURGOS, 

É ESTÁ EN ÉL SEPULTADO, É SU SEÑORIA DOTÓ

POR PREVILEGIOS ESTA CAPILLA DE LA RENTA QUE

HOY TIENE, É POR ESO SU SERVIDOR, É CAPELLAN EL BACHILLER

ARIAS DIAZ DE RIVADENEYRA, CAPELLAN MAYOR DE AQUÍ, 

LA FIZO PONER, PORQUE LOS CAPELLANeS DE LA DICHA CAPILLA

HAYAN MEMORIA DE ROGAR POR EL ANIMA DEL DICHO SEÑOR

REY EN TODOS SUS SACRIFICIOS Y ORACIONES.